# Stefano Picchi
Stefano Picchi (Lucca, 25 gennaio 1974) è un cantante italiano.

## Biografia
Inizia a scrivere le sue prime canzoni all'età di 8 anni. All'età di 10 anni intraprende lo studio del pianoforte, che proseguirà fino all'età di 22.
Nel 1992 si iscrive come oboista al Conservatorio Luigi Boccherini di Lucca, che frequenterà per cinque anni. Nel 2001 raggiunge la finale del Festival di San Marino con il brano Ciao Charlie.
Nel 2002 compone per l'album di debutto di Dennis Fantina il brano Hey (tienimi forte), usato come sigla della telenovela Batticuore.
Ha partecipato al Festival di Sanremo 2004 con il brano Generale Kamikaze, aggiudicandosi il settimo posto.
Nel dicembre dello stesso anno Tony Renis organizza Sanremo in USA e invita Stefano ad Atlantic City.
Il 22 aprile 2005 pubblica il primo album "Pensieri Sospesi" e nel mese di ottobre dello stesso anno viene invitato a Lampedusa da Claudio Baglioni per partecipare ad O' Scià.
Ha aperto con la sua band i concerti italiani di Alicia Keys nel 2004. Dopo una breve tournée teatrale per promuovere il suo primo album è tornato sul palco del Lucca Summer Festival nel 2008 come apri concerto di Patty Pravo, presentando il suo secondo album, "Il muro delle rose". Nel luglio 2011 ha aperto le date del tour italiano di George Benson.
Nel settembre del 2010 fonda H-demia di musica, un microcosmo dello spettacolo che comprende scuola di musica, radio web station e edizioni musicali.
Il 27 ottobre 2011 vola a Montepellier per registrare insieme ai Gipsy kings il singolo Santiago de Cuba.
Il 20 gennaio 2012 in contemporanea con il 25º compleanno del defunto motociclista Marco Simoncelli, pubblica un singolo inedito dal titolo Marco piega a mille all'ora.
Nel 2013 insieme a tre amici fonda l'associazione benefica "Andare Oltre Si Può" per sensibilizzare l'opinione pubblica sulla sindrome di Down. Nel settembre dello stesso anno apre il concerto di Massimo Ranieri in Belgio.
Nel 2014 viene premiato all'Art Children Festival di Pechino in Cina per aver inventato un nuovo codice di comunicazione musicale estratto dal linguaggio dei neonati chiamato "a-ua-ta-nnè". Il professore Enrico Marchi primario di psichiatria infantile all'ospedale di Lucca descrive il codice Picchi come innovativo nella terapia del regresso, mentre Maurizio Vanni professore di marketing emozionale presso l'università di Roma definisce "a-uà-ta-nnè" come un codice deflagrante.
Nel 2013 Stefano invia una lettera personale a Papa Francesco, proponendo al Santo Padre di scrivere una canzone insieme. Dopo poche settimane riceve una telefonata dalla Segreteria di Stato Vaticana che gli conferma l'intenzione del pontefice di firmare il testo della prima preghiera pop.
Il 3 marzo 2017 pubblica "Ama e dimentica" la prima canzone firmata da Papa Francesco con la musica di Stefano Picchi.
Il 30 aprile 2017 La preghiera-canzone viene presentata da Stefano in anteprima sul sagrato di piazza San Pietro Città del Vaticano alla presenza del Santo Padre e di oltre 120.000 persone in occasione dei 150 anni di Azione.
Nel mese di agosto dello stesso anno, Stefano Picchi, firma un contratto con l'etichetta con sede a Rio De Janeiro Spot Light Record per la distribuzione dell'album "Ama e dimentica" in Brasile, Messico e 40 paesi del sud America.
Il giorno 8 dicembre 2020 "Ama e dimentica" tradotta in lingua Portoghese viene incisa da  Padre Fabio De Melo cantante già candidato ai Latin Grammy Award for Best Christian Album (Portuguese Language) nel 2016 e 2017 . De Melo duetta con Stefano nella versione Italo-Portoghese "Ame e esqueca". Per questa opera riceve il riconoscimento dal Presidente della Repubblica Italiana Sergio Mattarella, dalla cancelliera Tedesca Angela Merkel e da Presidente di Spagna Mariano Rajoy Brey.
Nel 2022 riceve il brevetto industriale per aver progettato un atomizzatore ultrasonico ambientale per aiutare i cantanti a tenere umidificate le corde vocali durante le performance. Nasce una collaborazione con la Dottoressa Chirurgo Pediatra Alessia Bertocchini nella realizzazione di RESPIROSAUNA, connubio tra aerosol e sauna, una cabina dell'aria a pressione negativa in temperatura ambiente, dedicata alla prevenzione delle infezioni delle vie respiratorie, in particolare per i bambini che non tollerano i presidi in aerosol terapia.
Nel gennaio del 2023 pubblica Gargantùa il quarto album. Un'opera di colonne sonore inedite condivisa con il chitarrista Meme Lucarelli.
Nel mese di novembre 2023 Stefano Picchi viene nominato "Ambasciatore" del comune di Capannori per meriti artistici, con delibera del Consiglio comunale n.58 del 15.09.2024.
Il 25 Aprile 2024 torna a cantare per Papa Francesco in Piazza San Pietro in occasione della festa "A braccia aperte" promossa da Azione Cattolica Italiana. Sono presenti in piazza oltre 80.000 ragazzi.

## Discografia

### Album
- 2005: Pensieri sospesi (Externa)
- 2008: Il muro delle rose (Crisler Music)
- 2017: Ama e Dimentica (H-demia di musica)
- 2023: Gargantùa (H-demia di musica)